# 穂谷川

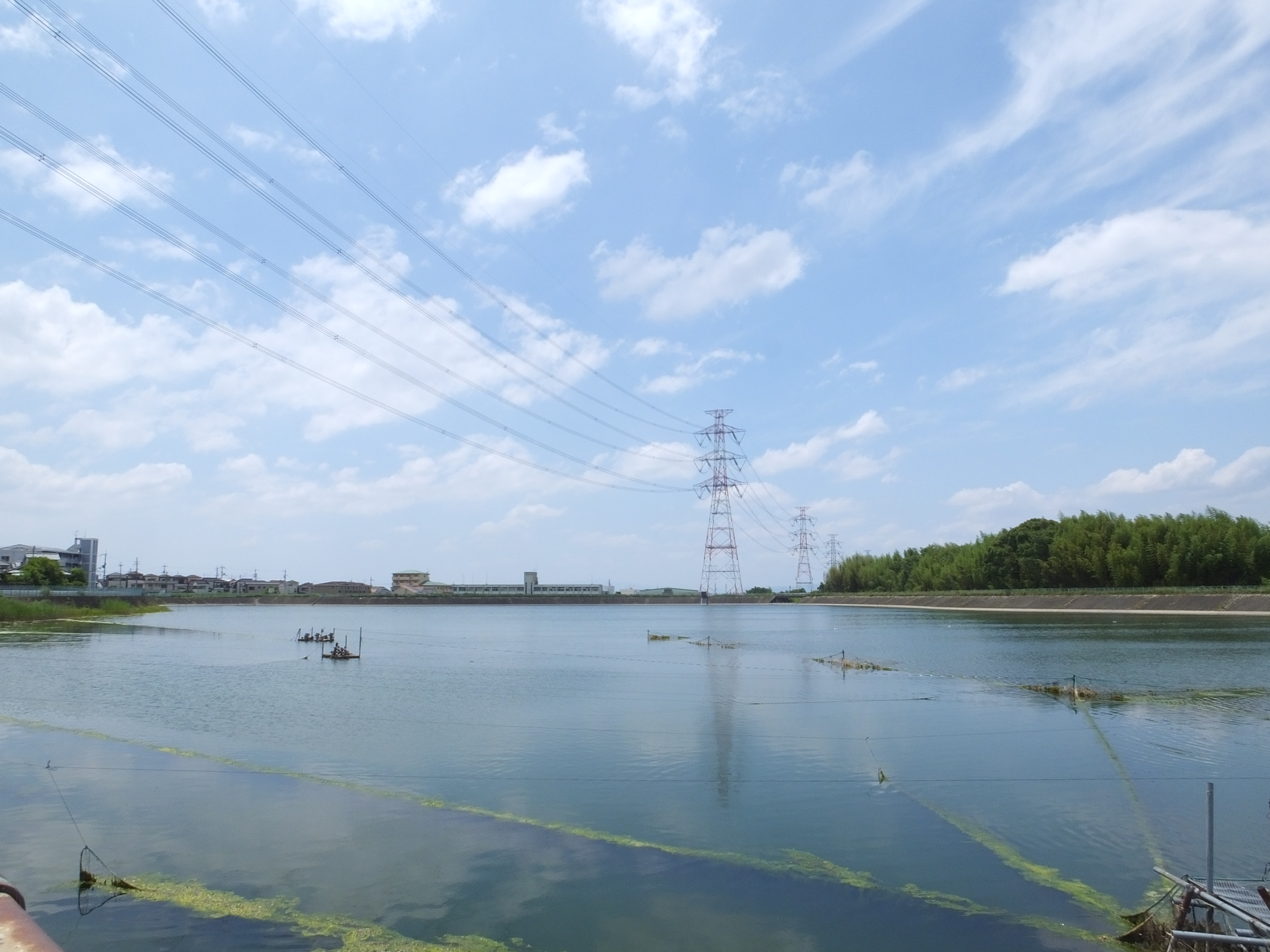
穂谷川に接続する惣喜池

穂谷川（ほたにがわ）は、大阪府枚方市を流れる淀川水系の一級河川である。並流する天野川・船橋川とともに枚方市内を貫流する。

## 地理
枚方市南東端、生駒山地北部の交野山東麓を水源とし北流する。穂谷北部にて、関西外国語大学学研都市キャンパス内を流れてきた支流を合わせ、谷間に形成された市街地を進む。上茶屋橋と不動橋の間から準用河川の宗谷川を合わせ、西へと下りてゆく。杉橋付近より山間部を抜け枚方市街地に入る。新上渡場橋より下流は大阪府による河川改修の対象区間につき、上流部で河川幅15m程度が確保されている。第二京阪道路を超えてすぐの下渡場橋からは北河内サイクルラインが流路に沿って整備され、自転車での散策が可能である。左岸にはすぐ井手口池及び惣喜池が表れ、水路を介して穂谷川と接続し一体的な水辺空間となっている。間もなくJR学研都市線藤阪駅を超えると、両岸は小さな水田地帯となる。右岸に面積の広い山田池公園が表れ、周囲を西から北へと囲むように流れる。山田池は平安時代より続く溜池であり、2006年（平成18年）には日本の歴史公園百選にも選ばれている。本池とも一体的な水辺空間を形成すべく整備が進められている。
山田池公園を抜けると牧野駅周辺の市街化された区間となり、やがて鎮守川を北から合わせる。馬場前橋を超えると阪今池公園より北へカーブし、牧野駅とロータリーの真下を抜ける。穂谷川橋を超えてすぐの地点が国土交通省と大阪府の河川管理境界となっており、管理上はそこから下流が淀川の一部となる。北から藤本川を合わせ、牧野パークゴルフ場の敷地内を抜けて淀川本流へと流入する。
流路延長10km中、新上渡場橋より下流7,771mが一級河川に指定されている。それより上流部については枚方市が準用河川に指定している区間が存在する。

## 治水

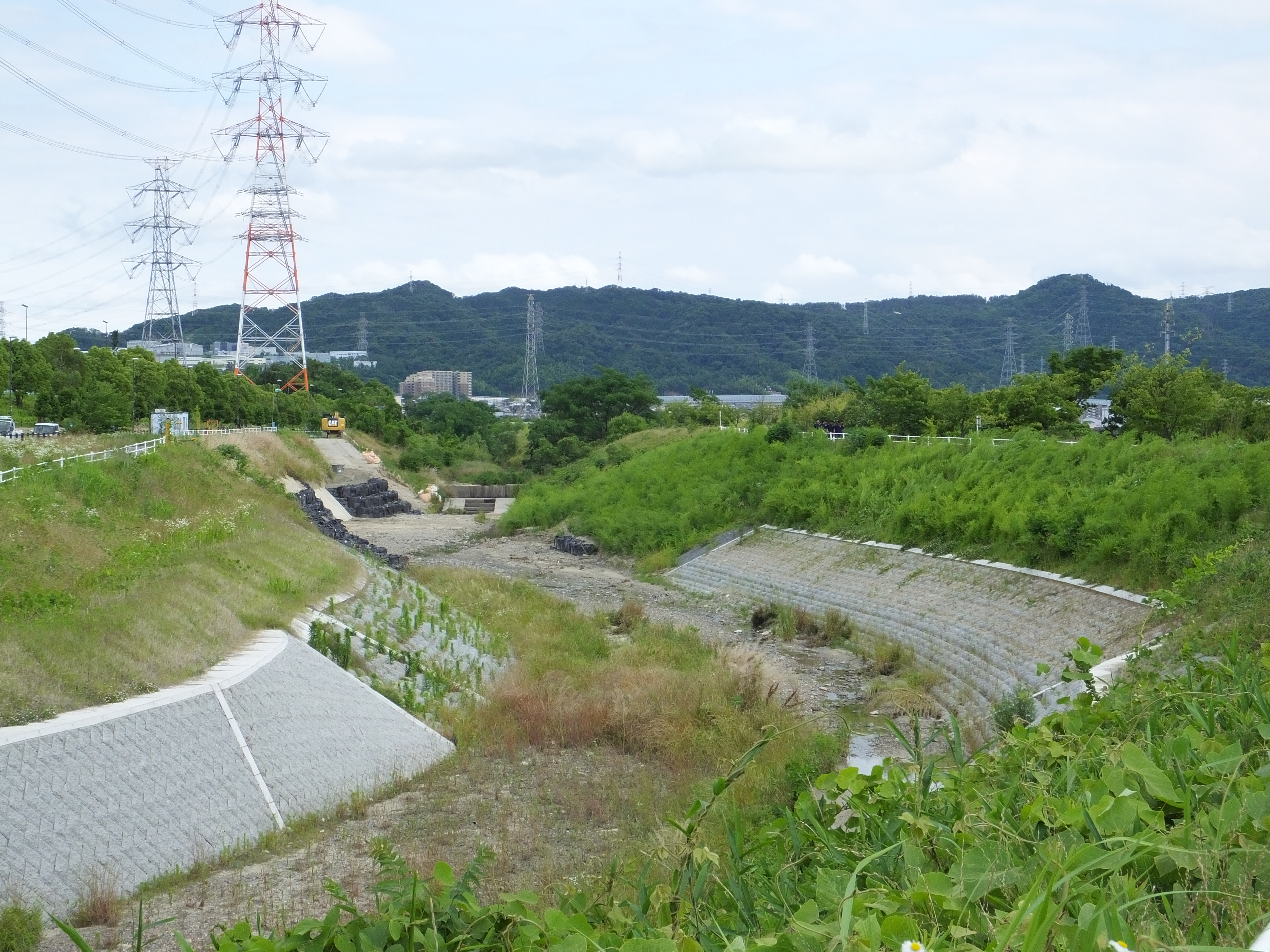
河川改修の進む穂谷川（山田池橋付近より上流方）

穂谷川流域は、1885年（明治18年）6月-7月、関西地方を襲った大洪水（明治十八年の淀川洪水）の際にも洪水を記録。近年では、1972年（昭和47年）9月の台風24号にて床上浸水340戸、床下浸水1,200戸の被害を受けた。これを契機として1980年（昭和55年）に河川改修の全体計画を策定し、一級河川指定区間につき事業を進めている。当面の目標として時間雨量50mmに対応すべく下流より改修が進められたが、京阪本線牧野駅周辺の河道拡幅のための用地買収に時間を要したため他の河川よりも改修が遅れることとなった。遅れを取っていた牧野駅から鎮守川合流地点までの600m区間につき1998年（平成10年）度より着手、1999年（平成11年）度に完了。また下流部の事業進捗を待っていた国道1号より上流2.9kmの区間についても1997年（平成9年）度より着手した。
その後、2003年（平成15年）4月に本河川を含む淀川左岸ブロック河川整備計画が策定された。その際の進捗率は、馬場前橋より下流1.1km区間及び山田池公園周辺の一部区間にて時間雨量80mm対応、国道1号より馬場前橋までの2.3km区間にて時間雨量50mm対応が完了となっている。満穂橋より下流を時間雨量80mm対応・上流を時間雨量50mm対応とする方針で、当初予定では2011年（平成23年）度の事業完了目安であったが前述の用地交渉難航により工期を延長し続けられている。全体的に河床掘削や下流部の老朽護岸再整備を行い、及び山田池公園周辺（国道1号 - 山田池橋）においては公園側に河道拡幅の上緩傾斜護岸を整備する方針である。
また、流域にある山田池公園との一体的な水辺空間を整備するため、1996年（平成8年）4月に建設省よりふるさとの川整備河川の指定を受け、10月に穂谷川ふるさとの川整備計画検討委員会を設立。京阪本線より上流7.1km区間を整備対象とし、柵で仕切られていた池を接続させ回遊性を高めるなどの対応がなされた。

## 主な橋
上流より記載
- 境橋
- 太田橋（だいだばし）
- ○○橋
- 上茶屋橋 - 氷室路
- 不動橋
- 永田橋
- 尻屋橋
- 新橋
- 榁谷橋 - 氷室路
- ○○橋
- 大井手橋
- ○○橋
- ○○橋
- 杉橋 - 国道307号
- ○○橋
- 新上渡場橋 - 大阪府道17号枚方高槻線

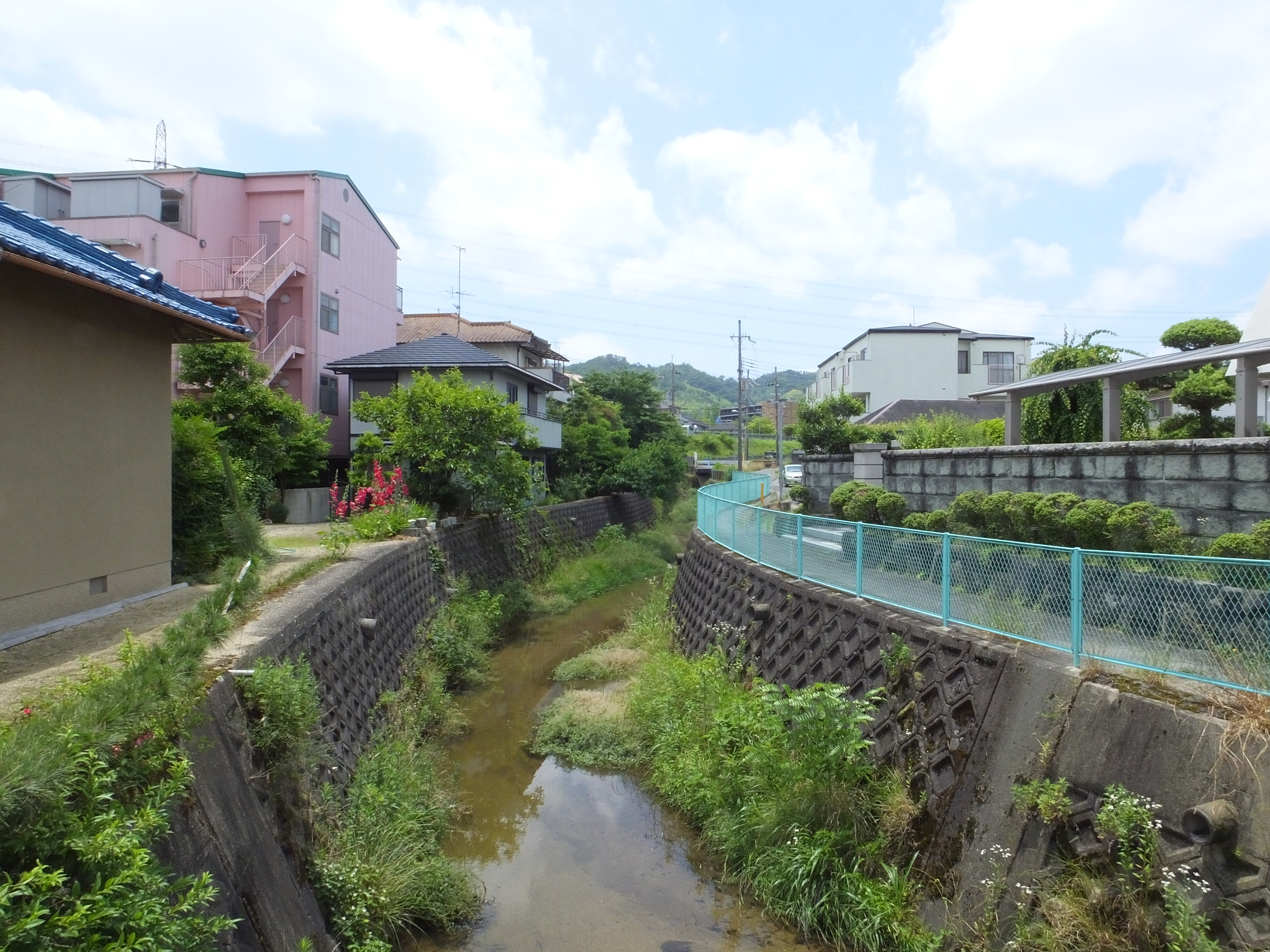
穂谷川上流部（上茶屋橋より上流方）

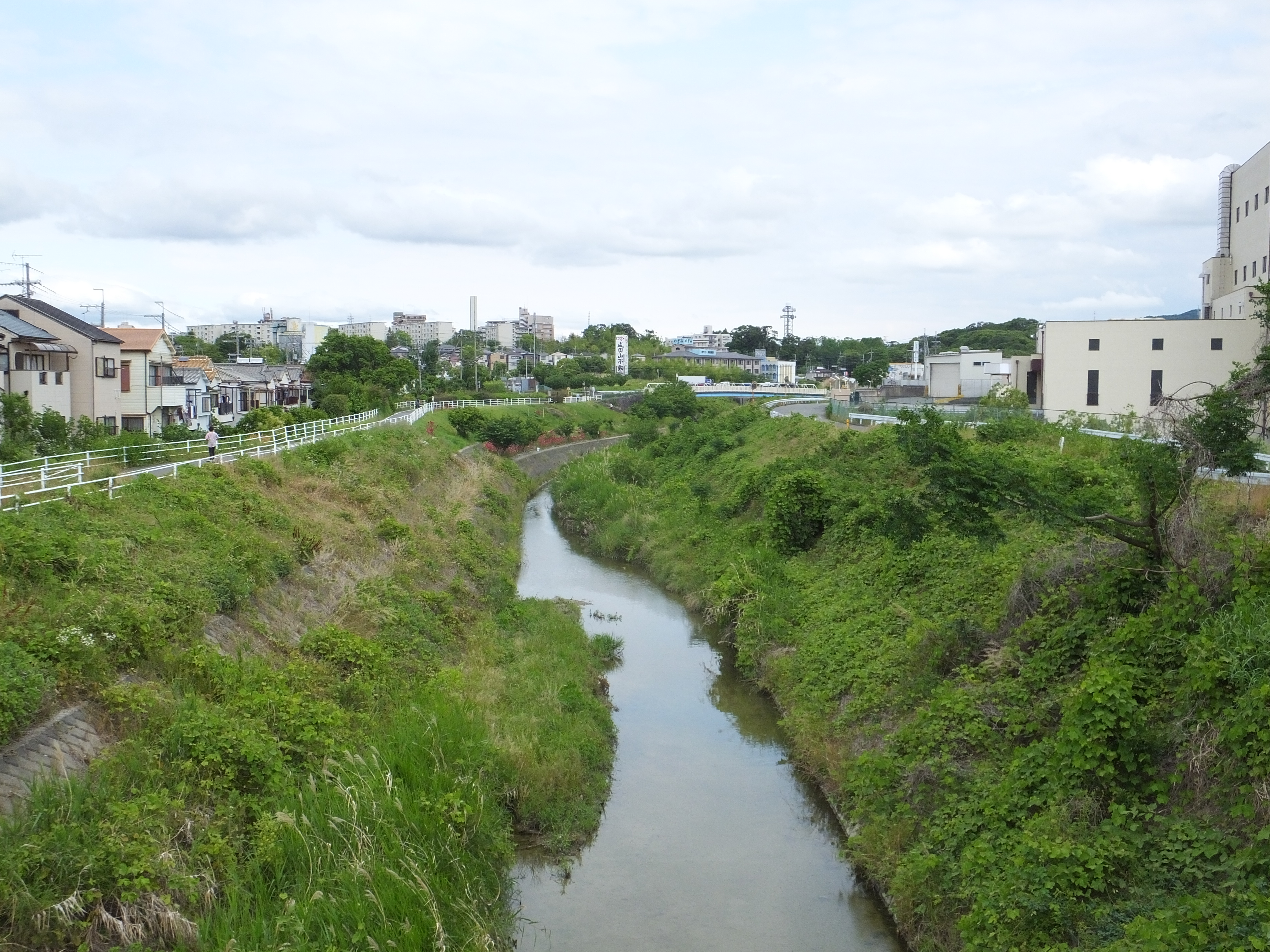
穂谷川中流部（府道18号穂谷川新橋より上流方）

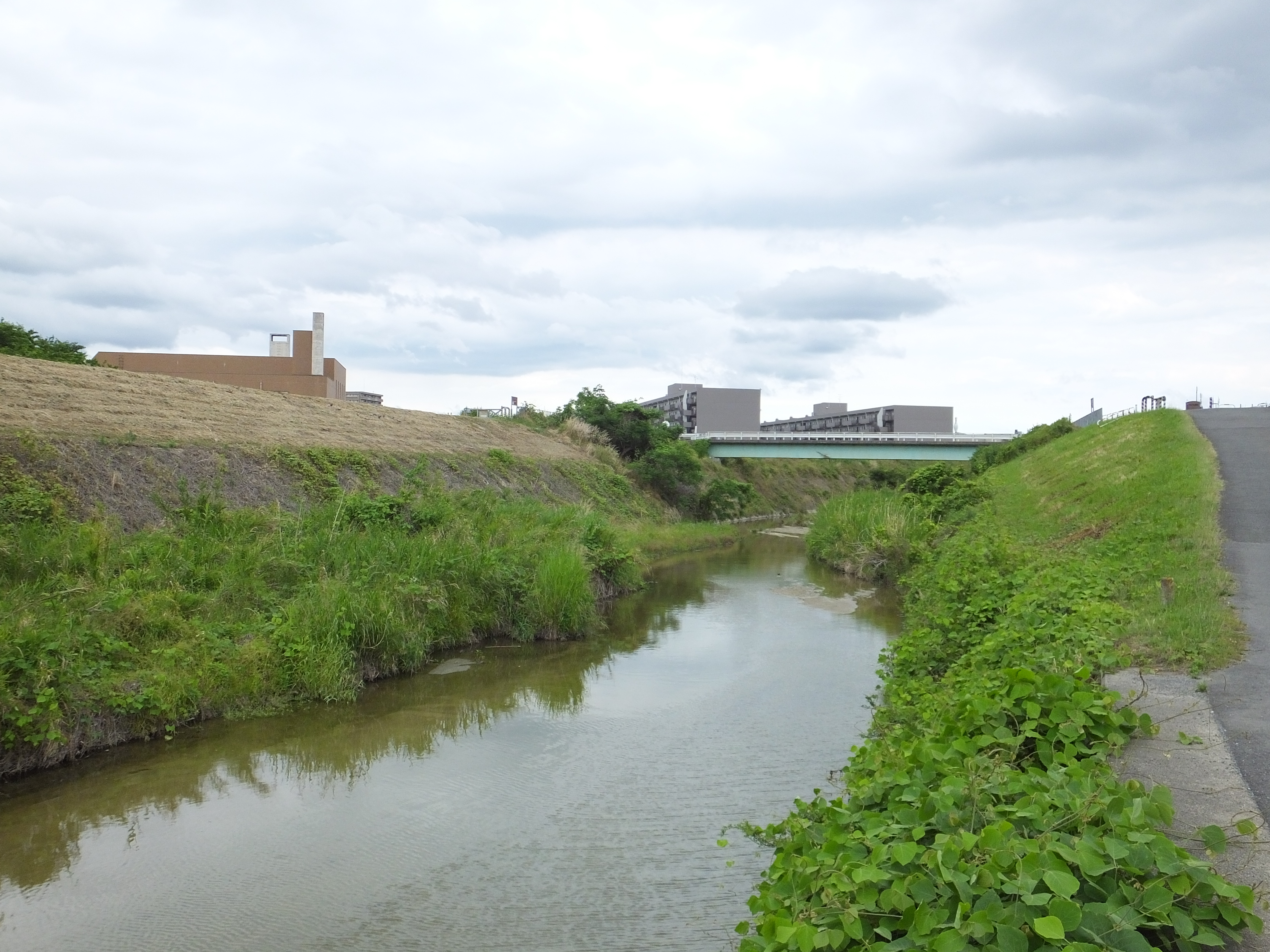
穂谷川下流端となる地点

- 穂谷川橋 - 国道1号バイパス・第二京阪道路
- 下渡場橋
- 越前林高架橋
- 富津橋
- JR学研都市線橋梁
- 満穂橋 - 大阪府道・京都府道736号交野久御山線
- 八十八橋
- 出屋敷高架橋
- 出屋敷歩道橋（山田池橋）
- 出屋敷橋
- 長ヶ嶽橋 - 大阪府道144号杉田口禁野線
- 穂谷川新橋 - 国道1号（京阪国道）
- 穂谷川橋 - 大阪府道18号枚方交野寝屋川線（日置今池街道）
- 穂谷川新橋 - 大阪府道18号枚方交野寝屋川線（バイパス）
- 片鉾橋
- 二千年橋
- 馬場前橋
- 山垣内橋（やまがいとばし）
- 防垣内橋（ぼうがいとばし）
- 中橋
- 明治橋
- 牧野さくら橋
- 京阪牧野橋・京阪本線橋梁
- 牧野橋 - 京都府道・大阪府道13号京都守口線
- 穂谷川橋

## 参考資料
- 一級河川穂谷川の改修（大阪府）